# Station Hansbeke
Station Hansbeke is een spoorwegstation zonder personeelsbezetting (een zogenaamde stopplaats) langs spoorlijn 50A (Brussel - Oostende) in Hansbeke, een deelgemeente van Deinze. Men kan er gratis parkeren en er is een gratis fietsstalling.

## Geschiedenis

### Voor de heraanleg
Tot maart 2016 had Hansbeke nog een stationsgebouw dat vrijwel identiek was aan station Drongen. Men kon er echter al decennia geen kaartjes meer kopen. 
De perrons van station Hansbeke bevonden zich in een bajonetligging, dit betekent dat beide perrons ten opzichte van elkaar aan de overkant van de toenmalige overweg lagen. Zodoende bleef de overweg minder lang gesloten als een trein in het station stopte.
Alhoewel reizigers via de overweg veilig beide perrons konden bereiken, beschikte Hansbeke toen al over een verbindingsgang onder de sporen. Deze lag echter helemaal aan het uiteinde van perron 2 en kwam, door de eerder genoemde bajonetligging van de perrons, niet uit op perron 1. Om deze reden moest die tunnel eigenlijk los van het station gezien worden. Hij fungeerde meer als fietstunnel voor de buurt. Ingevolge de beperkte passage was hij - onder meer wegens vandalisme - in een slechtere staat dan zijn (nagenoeg identieke) evenknie in Bellem, één station verderop.

### Heraanleg (2016-2022)
Het verdubbelen van spoorlijn 50A tussen Gent en Brugge, van 2 naar 4 sporen, betekende een gedaanteverandering voor de stationsomgeving van Hansbeke..
Het stationsgebouw werd in 2016 afgebroken, en de jaren nadien ook een aantal woningen grenzend aan bestaande sporen.
Op vrijdag 18 september 2020 sloot definitief de overweg van de N437 ter hoogte van het station, na het openen van de nieuwe rondweg Julius Nieuwlandweg (N437) rond Hansbeke met autotunnel onder de spoorweg. Deze overweg was tevens ook de laatst overblijvende overweg op het traject Brugge - Gent.

## Beschrijving

### Bomboaretunnel
De Bomboaretunnel is de stationsonderdoorgang in Hansbeke die tevens als fiets- en voetgangerstunnel de verbinding vormt tussen de noordelijke en zuidelijke helft van het dorpscentrum. Deze tunnel opende in juni 2022 en kwam op de plaats van de eerder gesloten overweg. De naam "Bomboare" betekent meikever in het lokale dialect, en was het pseudoniem van Hansbekenaar Dolf Van de Sompel.

## Treindienst
| Serie       | Treinsoort          | Route | Bijzonderheden |
| ----------- | ------------------- | --- | --- |
| L 550       | L-trein (NMBS)      | Mechelen – Dendermonde – Gent-Sint-Pieters – Hansbeke – Brugge – [ Zeebrugge-Strand ] / [ Zeebrugge-Dorp ] | Rijdt in het weekend tussen Zeebrugge-Strand - Gent-Sint-Pieters. Rijdt enkel in juli en augustus in de week tussen Zeebrugge-Strand - Mechelen. |
| P 7050/8050 | Piekuurtrein (NMBS) | Brugge – Hansbeke – Gent-Sint-Pieters                                                                      | Rijdt alleen op werkdagen. |

## Galerij

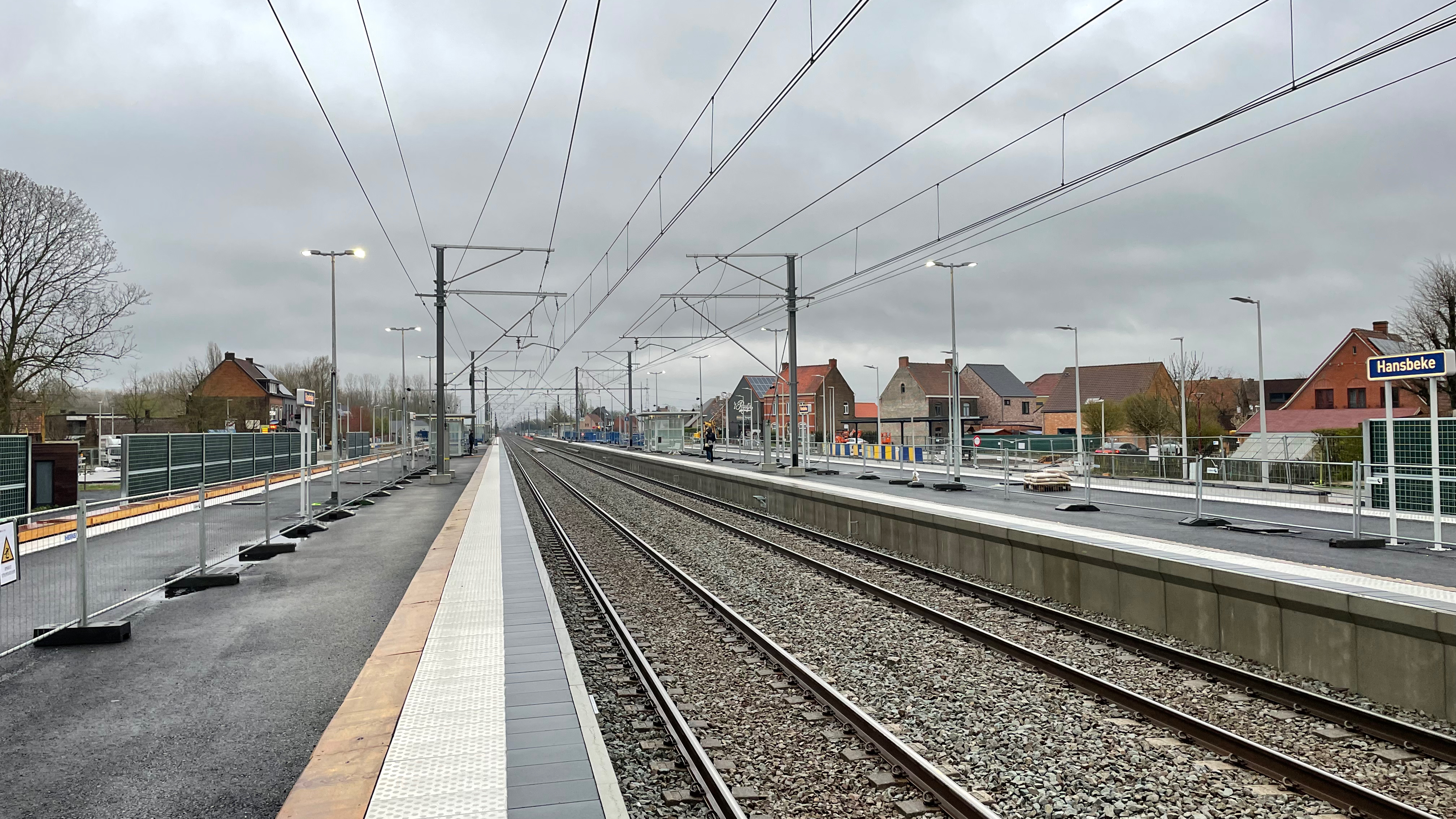
Vernieuwde perrons
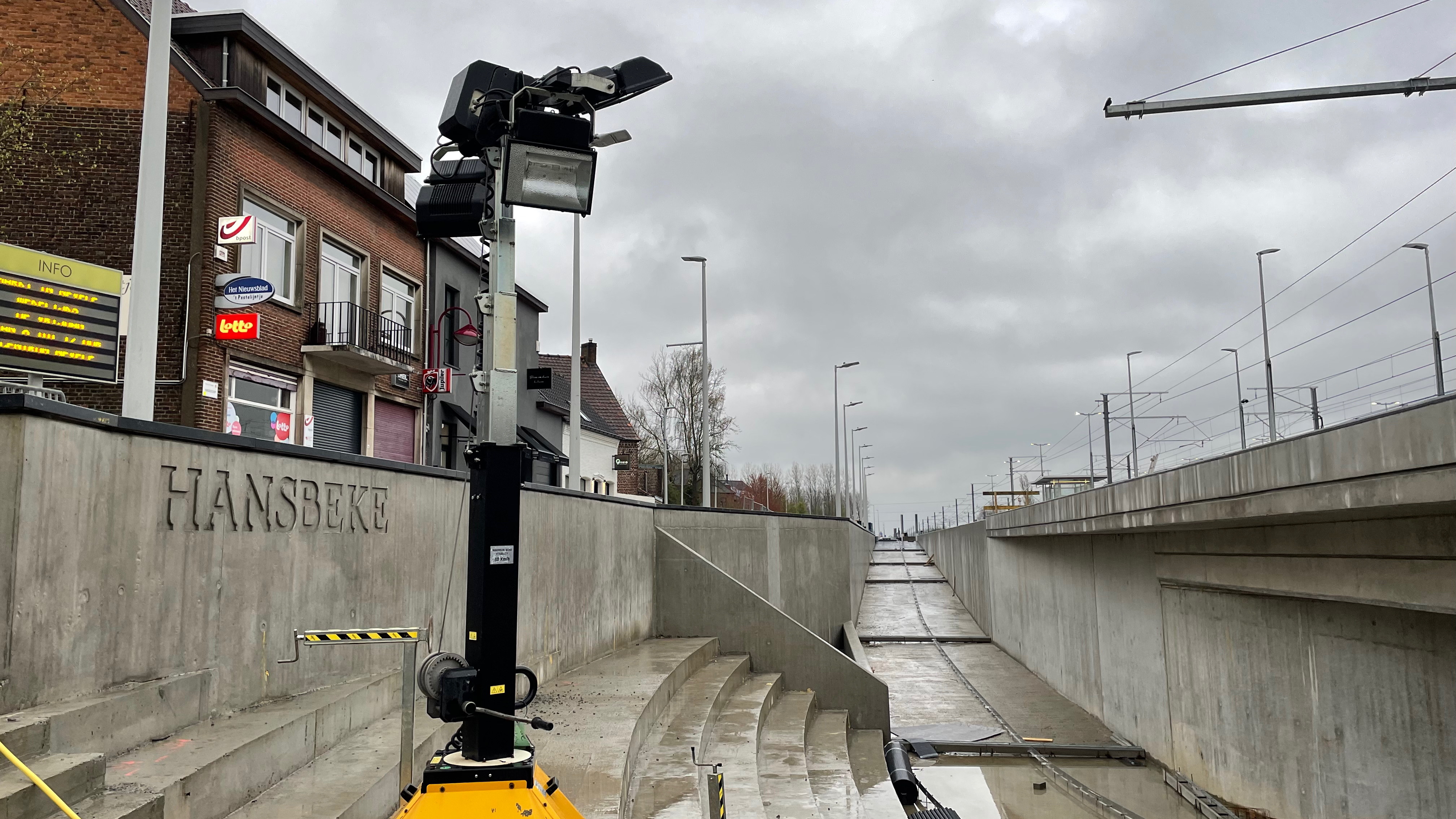
Toegang tot het station
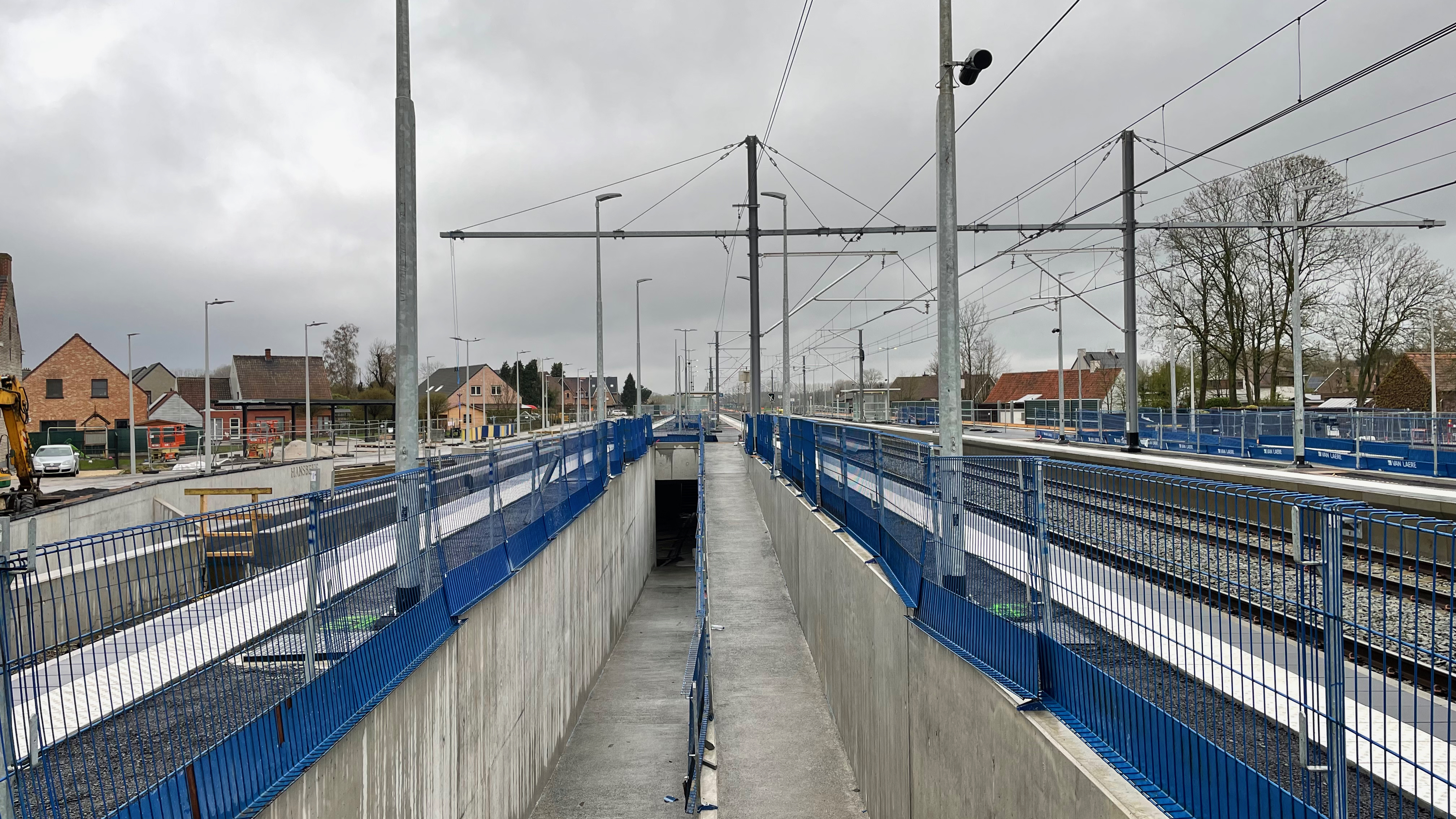
Zicht op het Perron
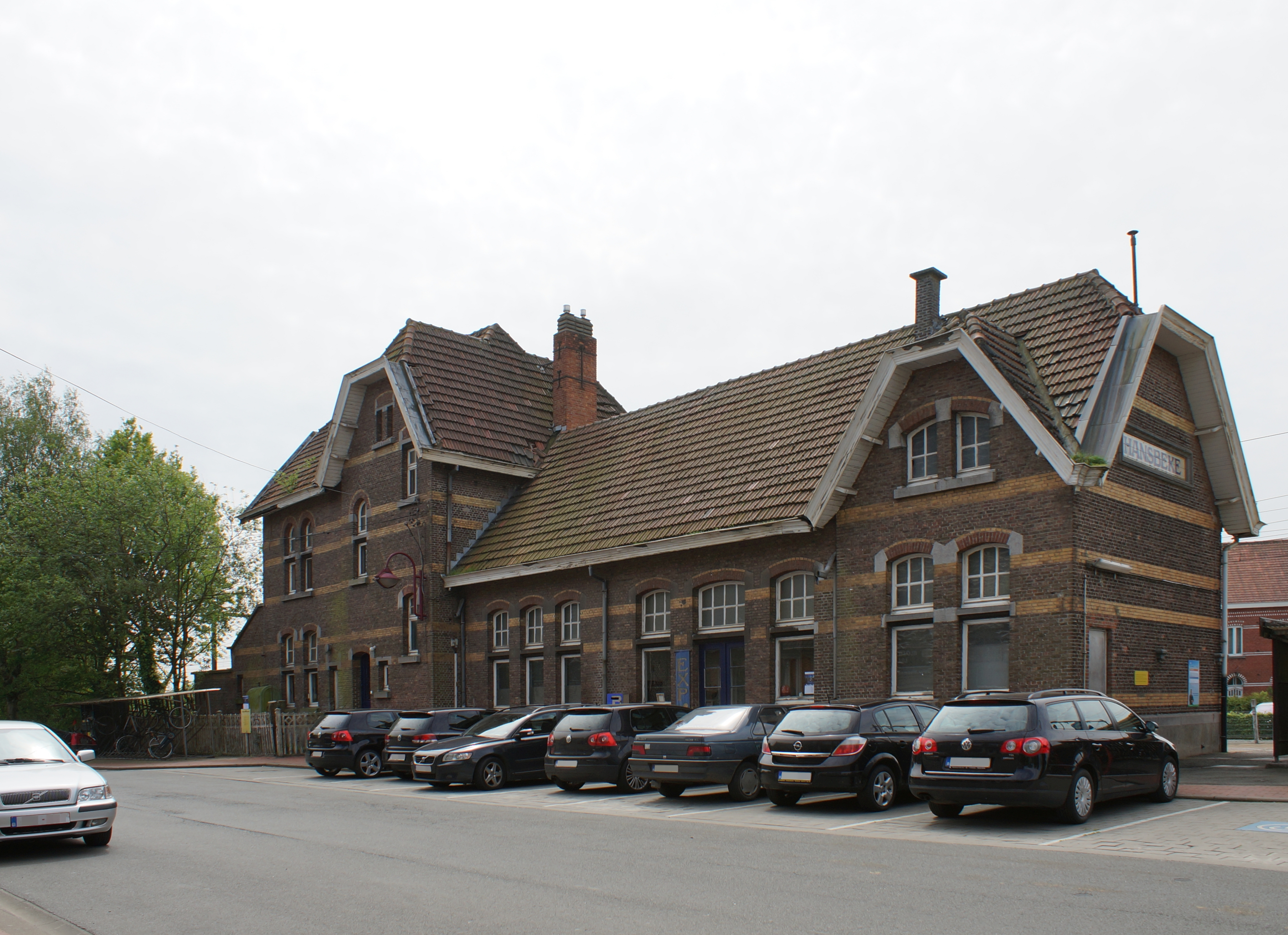
Voormalig stationsgebouw van Hansbeke (straatkant)
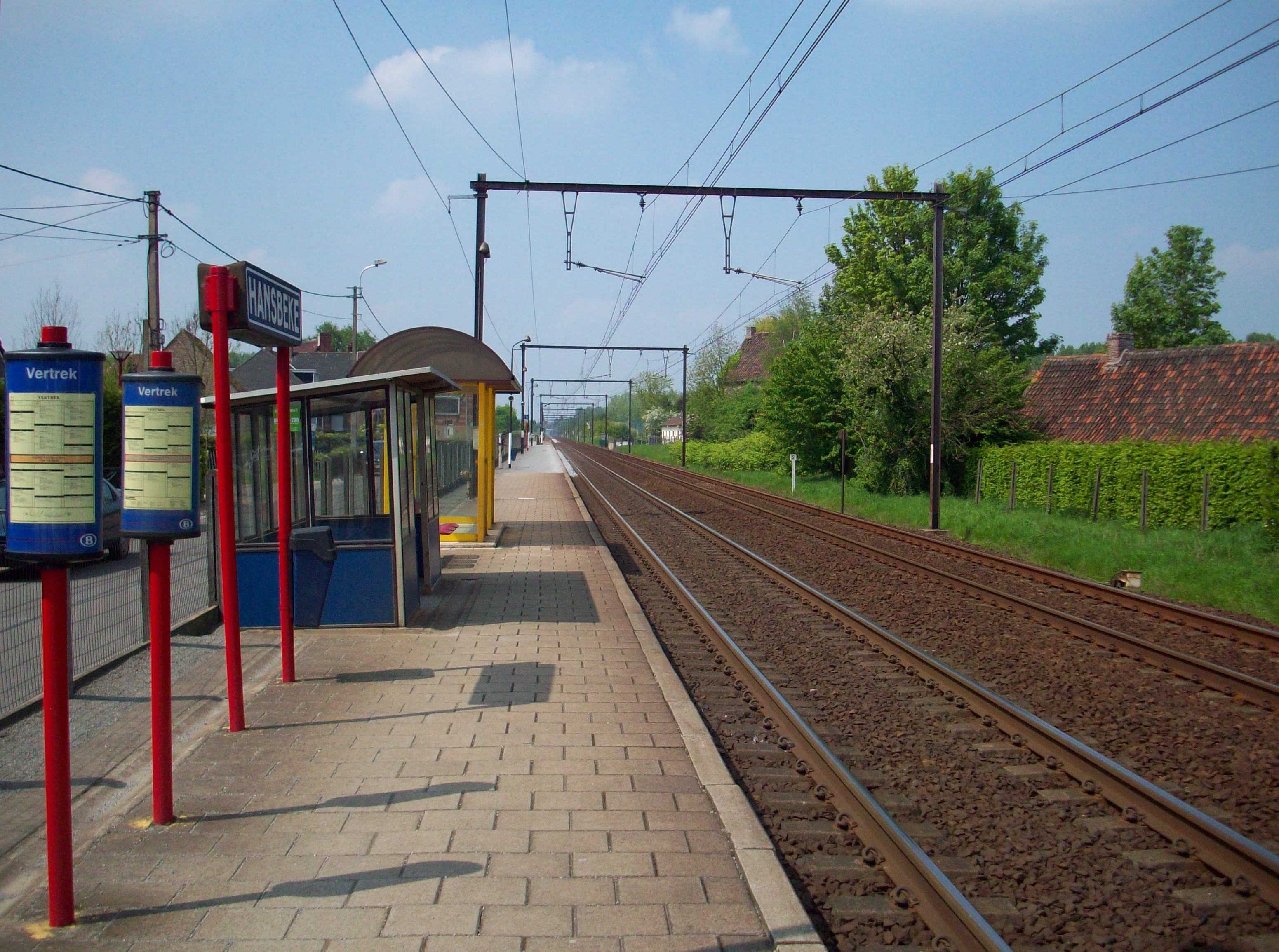
Zicht op perron 2
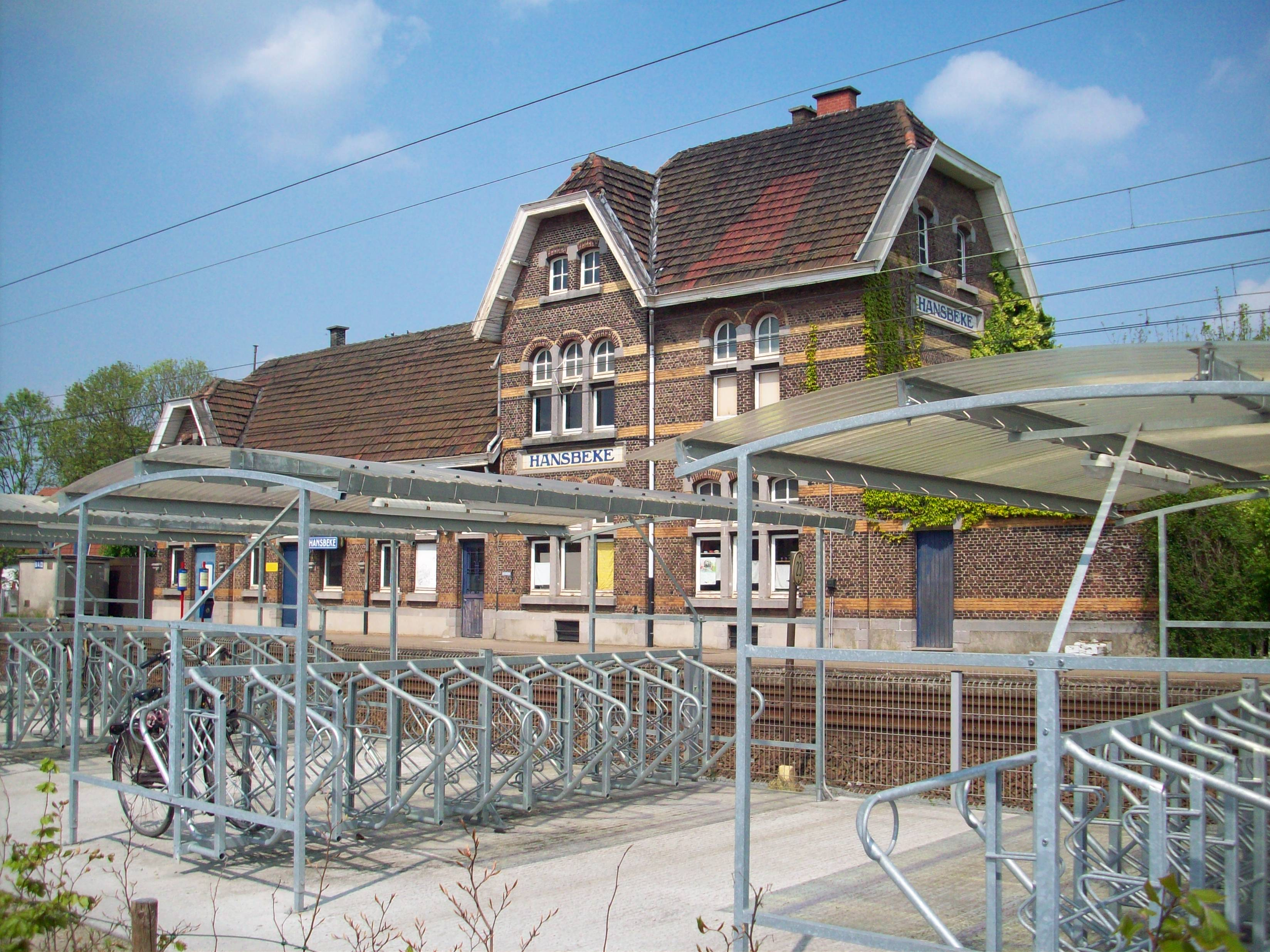
Fietsenstalling nabij het voormalige stationsgebouw

## Reizigerstellingen
De grafiek en tabel geven het gemiddeld aantal instappende reizigers weer op een week-, zater- en zondag.
| Tabel: aantal instappende reizigers station Hansbeke | Tabel: aantal instappende reizigers station Hansbeke | Tabel: aantal instappende reizigers station Hansbeke | Tabel: aantal instappende reizigers station Hansbeke |
|                                                      | Weekdag                                              | Zaterdag                                             | Zondag                                               |
| ---------------------------------------------------- | ---------------------------------------------------- | ---------------------------------------------------- | ---------------------------------------------------- |
| 1977                                                 | 356                                                  | 71                                                   | 31                                                   |
| 1978                                                 | 365                                                  | 85                                                   | 54                                                   |
| 1979                                                 | 287                                                  | 77                                                   | 33                                                   |
| 1980                                                 | 388                                                  | 82                                                   | 77                                                   |
| 1981                                                 | 441                                                  | 113                                                  | 89                                                   |
| 1982                                                 | 376                                                  | 99                                                   | 64                                                   |
| 1983                                                 | 419                                                  | 96                                                   | 60                                                   |
| 1984                                                 | 339                                                  | 61                                                   | 57                                                   |
| 1985                                                 | 391                                                  | 97                                                   | 137                                                  |
| 1986                                                 | 339                                                  | 103                                                  | 84                                                   |
| 1987                                                 | 310                                                  | 88                                                   | 73                                                   |
| 1988                                                 | 398                                                  | 92                                                   | 63                                                   |
| 1989                                                 | 419                                                  | 64                                                   | 54                                                   |
| 1990                                                 | 427                                                  | 92                                                   | 66                                                   |
| 1991                                                 | 433                                                  | 66                                                   | 31                                                   |
| 1992                                                 | 503                                                  | 60                                                   | 37                                                   |
| 1993                                                 | 384                                                  | 93                                                   | 63                                                   |
| 1994                                                 | 321                                                  | 78                                                   | 44                                                   |
| 1995                                                 | 336                                                  | 104                                                  | 65                                                   |
| 1996                                                 | 351                                                  | 106                                                  | 62                                                   |
| 1997                                                 | 339                                                  | 74                                                   | 61                                                   |
| 1998                                                 | 246                                                  | 80                                                   | 56                                                   |
| 1999                                                 | 267                                                  | 74                                                   | 72                                                   |
| 2000                                                 | 317                                                  | 104                                                  | 60                                                   |
| 2001                                                 | 286                                                  | 92                                                   | 62                                                   |
| 2002                                                 | 268                                                  | 62                                                   | 48                                                   |
| 2003                                                 | 320                                                  | 98                                                   | 64                                                   |
| 2004                                                 | 243                                                  | 99                                                   | 52                                                   |
| 2005                                                 | 290                                                  | 86                                                   | 55                                                   |
| 2006                                                 | 289                                                  | 90                                                   | 74                                                   |
| 2007                                                 | 304                                                  | 88                                                   | 74                                                   |
| 2008                                                 | -                                                    | -                                                    | -                                                    |
| 2009                                                 | 347                                                  | 80                                                   | 51                                                   |
| 2010                                                 | -                                                    | -                                                    | -                                                    |
| 2011                                                 | -                                                    | -                                                    | -                                                    |
| 2012                                                 | 271                                                  | 94                                                   | 80                                                   |
| 2013                                                 | 290                                                  | 86                                                   | 63                                                   |
| 2014                                                 | 294                                                  | 62                                                   | 48                                                   |
| 2015                                                 | 278                                                  | 75                                                   | 75                                                   |
| 2016                                                 | 275                                                  | 72                                                   | 81                                                   |
| 2017                                                 | 252                                                  | 48                                                   | 62                                                   |
| 2018                                                 | 259                                                  | 89                                                   | 70                                                   |
| 2019                                                 | 246                                                  | 62                                                   | 62                                                   |
| 2020                                                 | 145                                                  | 45                                                   | 53                                                   |
| 2021                                                 | -                                                    | -                                                    | -                                                    |
| 2022                                                 | 333                                                  | 115                                                  | 121                                                  |
| 2023                                                 | 336                                                  | 113                                                  | 92                                                   |
| 2024                                                 | 301                                                  | 93                                                   | 96                                                   |

3,8: Brussel-Zuid ·
7,8: Anderlecht ·
52,1: Gent-Sint-Pieters ·
56,1: Drongen ·
58,8: Halewijn ·
61,9: Landegem ·
64,9: Hansbeke ·
68,5: Bellem ·
71,5: Aalter ·
76,1: Maria-Aalter ·
80,7: Beernem ·
86,5: Oostkamp ·
92,2: Brugge ·
98,9: Varsenare ·
101,8: Jabbeke ·
108,0: Oudenburg ·
109,9: Zandvoorde ·
114,3: Oostende